# Hongkong i olympiska sommarspelen 2000
Hongkong deltog i de olympiska sommarspelen 2000 med en trupp bestående av 31 deltagare, men ingen av landets deltagare erövrade någon medalj.

## Badminton
Herrsingel
- Ng Wei
  1. 32-delsfinal: Bye
  2. Sextondelsfinal: Förlorade mot Xingpeng Ji från Kina
- Kai Chuen Tam
  1. 32-delsfinal: Bye
  2. Sextondelsfinal: Förlorade mot Hendrawan från Indonesien

Damsingel
- Wanting Ling
  1. 32-delsfinal: Bye
  2. Sextondelsfinal: Förlorade mot Gong Zhichao från Kina
- Wai Chee Louisa Koon
  1. 32-delsfinal: Bye
  2. Sextondelsfinal: Förlorade mot Kelly Morgan från Storbritannien

Damdubbel
- Wanting Ling, Wai Chee Louisa Koon
  1. Sextondelsfinal: Förlorade mot Rikke Olsen, Helene Kirkegaard från Danmark

Mixeddubbel
- Wai Chee Louisa Koon, Kai Chuen Tam
  1. Sextondelsfinal: Förlorade mot Jenny Karlsson, Fredrik Bergstroem från Sverige

## Cykling

### Mountainbike
Damernas terränglopp
- Alexandra Ka-Wah Yeung
  1. Final - 2:11:29.79 (27:e plats)

### Bana
Herrarnas poänglopp
- Kam Po Wong
  - Poäng - 14
  - Varv efter - 2 (11:e plats)

## Friidrott
Herrarnas 100 meter
- Wai Hung Chiang
  1. Omgång 1 - 10.64 (gick inte vidare)

Herrarnas 4 x 100 meter stafett
- Wai Hung Chiang, Kwan Lung Ho, Sing Tang Hon, William To Wai Lok
  1. Omgång 1 - 40.15 (gick inte vidare)

Damernas 5 000 meter
- Man Yee Maggie Chan
  1. Omgång 1 - 16:20.43 (gick inte vidare)

Damernas 10 000 meter
- Man Yee Maggie Chan
  1. Omgång 1 - 35:21.20 (gick inte vidare)

## Segling
Mistral
- Chi Ho Ho
  1. Lopp 1 - 12
  2. Lopp 2 - 29
  3. Lopp 3 - 29
  4. Lopp 4 - 19
  5. Lopp 5 - 24
  6. Lopp 6 - (31)
  7. Lopp 7 - 27
  8. Lopp 8 - 13
  9. Lopp 9 - 18
  10. Lopp 10 - (32)
  11. Lopp 11 - 29
  12. Final - 200 (28:e plats)

Mistral
- Lee Lai Shan
  1. Lopp 1 - 5
  2. Lopp 2 - 10
  3. Lopp 3 - 5
  4. Lopp 4 - 8
  5. Lopp 5 - (17)
  6. Lopp 6 - 10
  7. Lopp 7 - 6
  8. Lopp 8 - 6
  9. Lopp 9 - 4
  10. Lopp 10 - 5
  11. Lopp 11 - (20)
  12. Final - 59 (6:e plats)

## Simhopp
Herrarnas 3 m
- Yuet Yu
  1. Kval - 227,64 (48:e plats, gick inte vidare)